# 伊斯蘭學校

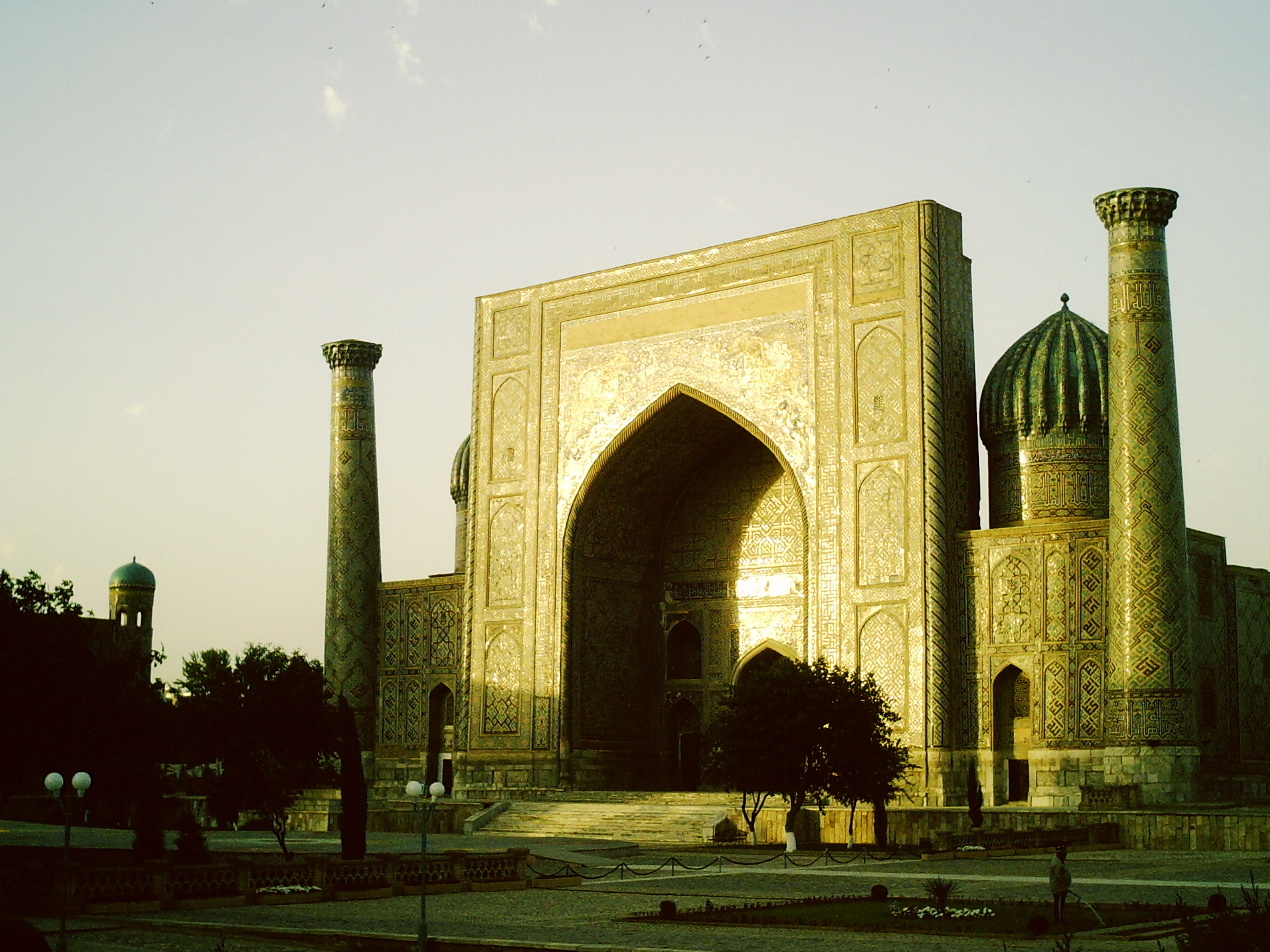
撒馬爾罕的舒爾-多爾經學院

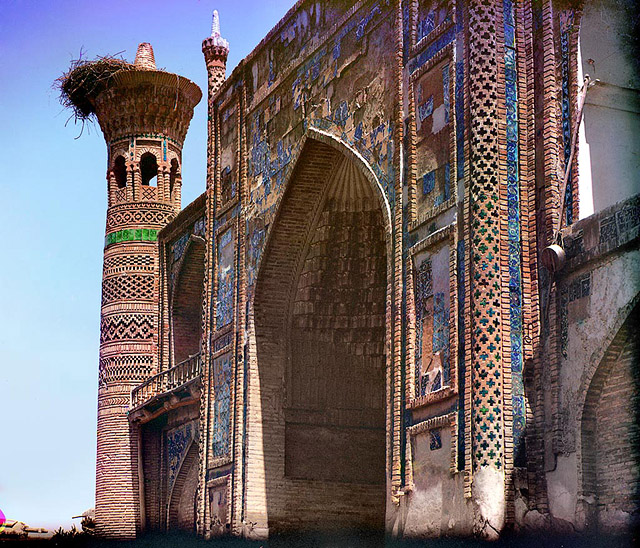
撒馬爾罕的烏魯別庫經學院

伊斯蘭學校指伊斯蘭世界所有類型的學校，包括世俗及宗教學校。
- 官立學校
- 私立學校
- 教區學校
- 伊斯蘭教學校

## 定義

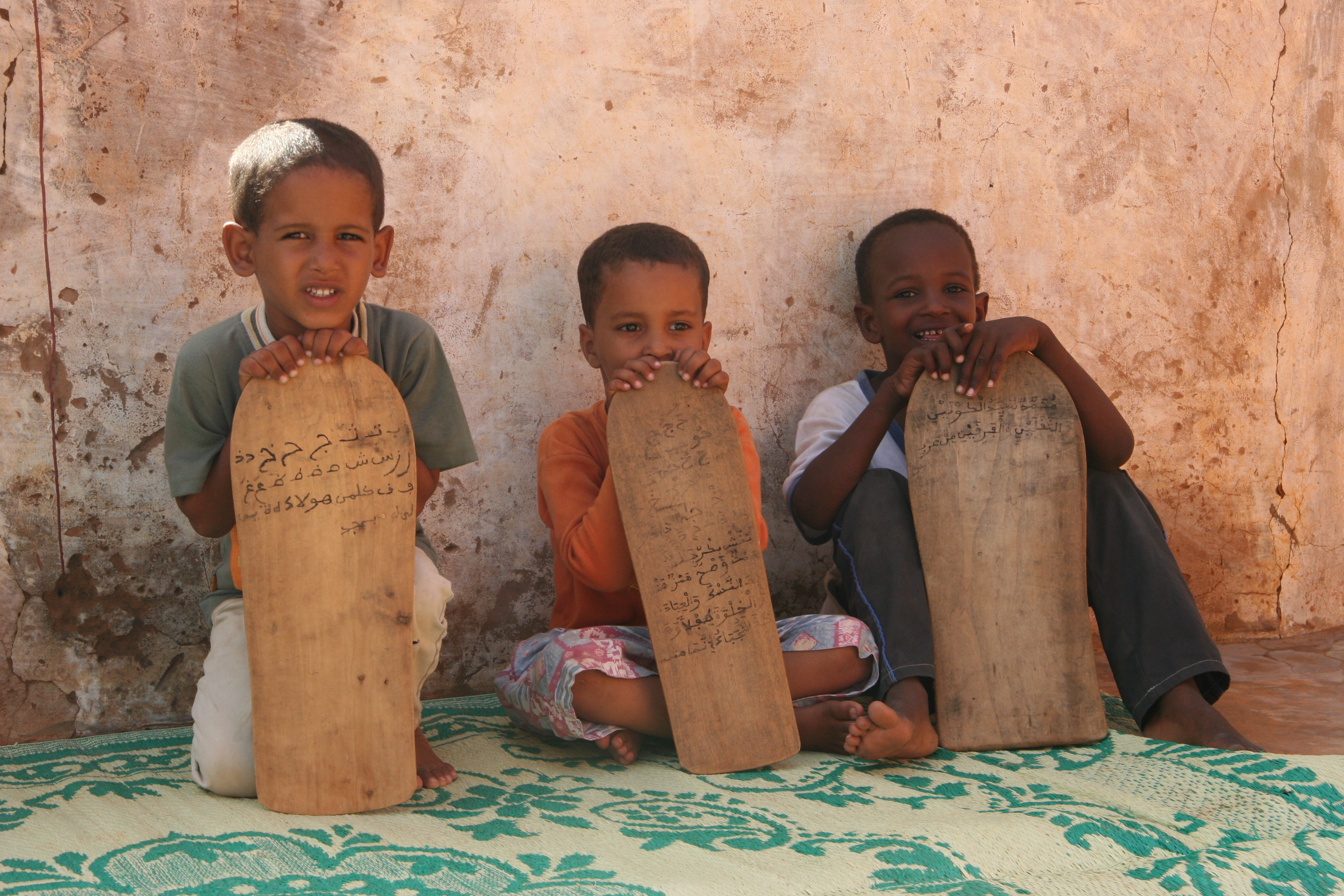
毛里塔尼亞伊斯蘭學校的學生。他們從那些木匾上學習古蘭經

伊斯蘭學校的阿拉伯語「madrasah」一詞衍生自閃米特語族字根د-ر-س，與「教學」相關，而مفعل則指「……的地方」，故「madrasah」的字面意思是「教學的地方」。這詞在現今成為阿拉伯相關語言的外來語，帶有同樣的意思，如烏爾都語、孟加拉語、印地語、波斯語、土耳其語、庫爾德語、印尼語、馬來語及波斯尼亞語。在阿拉伯語裡，「madrasah」一詞相當於學校，不論是私立、官立還是教區學校，也包括任何世俗、穆斯林及非穆斯林的中小學。這詞語與美式英語的「school」較為相似，可指大專程度的學校，如奧斯曼帝國的近代時期，伊斯蘭學校的學生是為大石馬（Danishmend，伊斯蘭教士）。阿拉伯語的大學是，希伯來語同源詞「Midrasha」也是指教學的地方。
典型的伊斯蘭學校提供兩種主要課程：哈菲茲的課程（Hafiz），即是對古蘭經的背誦（能牢記古蘭經的人被稱為哈菲茲）；阿訇的課程則是教導學生，使之成為學者的課程。常規的教學內容包括阿拉伯語、塔夫細爾（Tafsir，對古蘭經的注釋）、沙里亞法規（伊斯蘭法律）、聖訓（先知穆罕默德的言論及事跡）、滿提克（Mantiq，邏輯）及伊斯蘭教歷史。在鄂圖曼帝國的近代時期，聖訓的教學是由蘇萊曼一世引入的。一些伊斯蘭學校會因應教學需求而提供一些進階課程，如阿拉伯文學、英語及其他外語，甚至是科學及世界歷史。除了宗教外，鄂圖曼帝國的伊斯蘭學校還會教導「寫作文體、文法、語法、詩詞、作文、自然科學、政治及禮儀」。
任何年齡的人都可以進入伊斯蘭學校學習，當中有不少人都成為伊瑪目。學生須修讀約十二年才能取得阿訇畢業。許多哈菲茲都是伊斯蘭學校出身的。伊斯蘭學校又類似大學，學生可修讀晚間的課程，留宿在學校。伊斯蘭學校的一個重大作用是接收孤兒及貧苦兒童，為他們提供教育。伊斯蘭學校可能也收錄女學生，但他們不會與男學生一起上課。
在南非，伊斯蘭學校扮演著重要的社會角色，它們會為世俗學校的穆斯林學生提供課後的宗教教育，然而更多的富裕穆斯林學生就讀結合世俗及宗教教育的私立伊斯蘭學校，有伊斯蘭學校會為印度裔穆斯林提供烏爾都語的課程，現今已不多見。

## 早期歷史
在伊斯蘭教開始盛行時，仍未出現伊斯蘭學校。伊斯蘭學校可追溯至聚集在清真寺討論宗教事務的習俗。信徒會請教一些知識淵博的穆斯林，這些教師在後來成為謝赫，並主持常規的宗教教育講習班，稱為馬利撒爾。
位於摩洛哥非斯、於859年建立的卡魯因大學為視為伊斯蘭國家最古老的伊斯蘭學校。卡魯因大學由法蒂瑪·菲赫利（Fatima al-Fihri）成立，她是商人穆罕默德·菲赫利的女兒。959年，埃及開羅亦隨之成立了艾資哈爾大學。
在阿拔斯王朝後期，塞爾柱王朝的維齊爾尼札姆·穆勒克以馬利撒爾為基礎，創立了第一所官立的教育機構尼札米亞（Nizamiyyah）。尼札姆在十一世紀末的多個阿拔斯城市創立了國家伊斯蘭學校體制，在他被暗殺後這些學校仍持續運作。
在中世紀中東法蒂瑪王朝、馬木留克及其繼承國統治時期，許多統治階層透過宗教基金瓦克夫成立伊斯蘭學校。除了顯示身分外，這亦是將財產及地位轉移給後代的方法，特別是在馬木留克統治時期由奴隸掌權，馬木留克統治階層的後代不能轉讓財產。成立伊斯蘭學校所得到的地位卻可以保留下來。在這段時期建立的伊斯蘭學校包括開羅的哈珊蘇丹清真寺及伊斯蘭學校。
關於鄂圖曼帝國近代時期伊斯蘭學校的起源可見於以下的一段節錄：
|  | 塔斯科普魯累札德的知識概念及其對科學的區分對鄂圖曼帝國的伊斯蘭學校教育及教學研習提供了起點。他認為知識可分為四個層次－精神、智力、口述及書面。學術分為七類：書法、口述、智力、精神、理解、實用。第一所伊斯蘭學校於1331年伊茲密爾成立，一所宗教建築被指定為伊斯蘭學校。蘇萊曼大帝對伊斯蘭學校制度作出了重要的改變，他成立了四所伊斯蘭學校，另外還有兩所專門學校，分別是聖訓及醫學學校。他給予聖訓及醫學最高的評價，這種建制的伊斯蘭學校一直維持直至帝國滅亡。 |

在這時期，伊斯蘭帝國的識字率有顯著的增長，是中世紀識字率最高的地區，可媲美古典古代雅典的識字率。

### 基礎教育
在中世紀的伊斯蘭世界裡，小學稱為瑪克塔布（Maktab），最遲在十世紀出現。與伊斯蘭學校（高等教育學校）一樣，瑪克塔布通常都與清真寺並存。在十一世紀，著名的伊斯蘭哲學家伊本·西那（西方稱阿維森納）在他的一本著作裡寫有一篇名為「教師教化兒童所擔當的角色」的章節，作為瑪克塔布教師的指南。他提到班級形式的教學效果會優於私人導師，並給出一些原因，引證出競爭的價值及辯論的用處，又詳述了一些瑪克塔布課程的狀況。

#### 小學教育
伊本·西那認為6歲的兒童應該開始就讀瑪克塔布，接受小學教育直至14歲。兒童在這時期應學習古蘭經、伊斯蘭形而上學、阿拉伯語、伊斯蘭文學、伊斯蘭倫理學及手工技能。

#### 中學教育
伊本·西那指出瑪克塔布中學階段是學校教育的專門化的時期，學生根據他們的社會狀況開始學習手工技能。他寫道，14歲或以上的學生理應選擇他們感興趣的學科修讀，如閱讀、手工技能、文學、講道、醫學、數學、商業、創作及其它他們將會投身的專門。他又認為這是一個過渡時期，需要依照學生年齡的不同給予彈性，學生的情緒發展及所選的科目都是考慮的因素。

### 高等教育
在伊斯蘭學校成形時期，高等教育院校原本並不包括伊斯蘭哲學及伊斯蘭科學課程，最初只有「宗教學術」。課程在後來漸漸變得多元化，許多伊斯蘭學校都教導宗教及非宗教學術，如邏輯、數學及哲學。一些伊斯蘭學校的課程延展至歷史、政治、倫理、音樂、形而上學、醫學、天文學及化學。十二世紀的一些伊斯蘭學校更會教授一些涉及演化的概念。伊斯蘭學校的課程通常是由創立者設定，通常包括宗教及自然學術。伊斯蘭學校在整個伊斯蘭世界廣泛地建立，最著名的有十世紀的艾資哈爾大學及十一世紀的尼采米亞，在1155年至1260年間，開羅建立了75所伊斯蘭學校，大馬士革建立了51所伊斯蘭學校，阿勒頗則建立了44所伊斯蘭學校。在後倭馬亞王朝時期，更多的伊斯蘭學校陸續出現在科爾多瓦、塞維利亞、托萊多、格拉納達、穆爾多亞、阿爾梅里亞、巴倫西亞及加的斯等安達盧斯城市。
在鄂圖曼帝國近代時期，伊斯蘭學校分為基礎及專門程度。在專門學校完成基礎課程的學生成為大石馬。

#### 學院
學院和大學的根源在伊斯蘭黃金時代。現今伊斯蘭學校一詞可指任何類型的學校，原本則是指中世紀伊斯蘭的學院，這些學院主要教導伊斯蘭法律及神學，通常附屬於清真寺，由早期的慈善信託基金瓦克夫支持，這是當今信託法的起源。首批歐洲學院的內部組織也是參照早期的伊斯蘭學校，如同事及學者的制度。拉丁語的同事「socius」直接轉換成阿拉伯語的「sahib」。
伊斯蘭學校的資金主要來自瓦克夫，就像成立了首批歐洲學院的慈善信託基金。薩耶·法利·阿拉達斯寫道：
|  | 伊斯蘭學校是由穆斯林成立的慈善信託基金（瓦克夫）成立的，這約束了創立者營辦伊斯蘭學校。學校擁有合法地位，但卻不是國家組織。對於伊斯蘭地區學院的本源有著兩種說法，一些認為是瓦克夫，另一些認為是學院的內部組織。 |

#### 大學
第一所大學，即用於高等教育及研究、頒發學位（學士、碩士、博士）的院校，是九世紀成立的一所大學。伊斯蘭學院也可以頒授學位，如大學學院。大學較學院的規模為大及多元化，不同的學科皆有獨立的機能，並可容納清真寺、伊斯蘭學校及其他的建築。位於摩洛哥非斯的卡魯因大學被健力士世界紀錄大全認可為世上最古老的頒授學位大學，該校由法蒂瑪·菲赫利於859年成立。

#### 法律學校
最早出現法律學校的是伊斯蘭學校，英國律師學院也可能是由伊斯蘭學校衍生出來的，伊斯蘭的法律學校教授伊斯蘭法律及費格赫（Fiqh，法學）。
伊斯蘭法律教育制度裡的博士頭銜可追溯至教統（教授及提供法律意見的執照），相當於法學博士資格，這是九世紀麥茲海布法律學校形成以後發展出來的。要獲取博士頭銜，學生須在同業公會的法律學校裡就讀四年基本的大學課程，還須就讀十年以上的研究生課程。在通過口試以證明其論文的原創性及通過辯論以測試他們的論點後，學生就可獲取博士頭銜。這是法律畢業生的實習。完成了研究生課程後，學生就得到費格赫（法學大師）、穆夫提（法律專業人士）及穆達里斯（Mudarris，教師）的身分，這些詞語在後來轉譯為拉丁語的文學碩士、教授及博士。

#### 醫學學校
雖然伊斯蘭醫學都是在穆斯林醫院裡教導，但亦有伊斯蘭學校專門教導醫學，如十五世紀大馬士革的155所伊斯蘭學校裡就有三所專門教授醫學。
在鄂圖曼帝國近代時期，蘇萊曼一世為鄂圖曼帝國的伊斯蘭學校增添課程，其中一個就是醫學，醫學與聖訓一樣都是享有最高地位的科目。

### 女性教育
自750年起阿拔斯王朝統治時期，婦女以「美貌與智慧見稱」。當時許多著名的女性自小都接受過音樂、舞蹈及詩詞的訓練。陶望督督就是其中一人，她「是巴格達富商的婢女，被哈里發何魯納·拉施德以重金購得，她的才學包括法學、聖訓、註釋、語意、修辭、神學、醫學、天文、數學、棋奕、音樂等知識壓倒眾學者」。此外，最著名的是十二世紀巴格達的雪達，她被稱為「學者」、「婦女的驕傲」。婦女的才能在阿拔斯王朝得到認可，但在1258年巴格達被洗劫以後，伊朗婦女的地位已非昔比。
婦女在伊斯蘭教育機構的設立上扮演了重要的角色，如859年法蒂瑪·菲赫利成立的卡魯因大學。十二至十三世紀阿尤布王朝統治時期，大馬士革成立的160所清真寺及伊斯蘭學校裡，當中的26所是婦女透過瓦克夫建立的。這些學校的皇室贊助者有半數是婦女。
根據十二世紀遜尼派的學者伊本·阿沙克爾（Ibn Asakir），伊斯蘭黃金時代存在女性教育，婦女可以學習、獲取教統（學位）及獲取學者和教師的資格，書香家族更甚，他們會竭力為子女爭取接受最高等的教育。伊本·阿沙克爾也曾經是80位女教師的學生。伊斯蘭的女性教育是由穆罕默德的妻子海迪徹驅使的，她是一位成功的女商人。根據穆罕默德的聖訓，他贊賞麥地那婦女對宗教知識的渴求：
|  | 女性輔士真的很了不起，羞愧之心並沒有阻止她們學習。 |

正統課堂上鮮見有女性在內，但婦女參與非常規的講課及在清真寺、伊斯蘭學校及其他公眾地方舉行的集會卻是常見的事。當時並沒有對女性教育的法律限制，但是一些男子卻不贊同這些行為，穆罕默德·伊本·哈吉就是其中一人，他對於當時一些女子旁聽講課一事感到震驚：
|  | 當人們聚集在謝赫身邊聽課時，女子也前來傾聽。男子坐在那裡，女子就這樣坐在男子的對面。有時，一些女子會被帶走，人們不斷起來及坐下，甚至有人大聲叱喝。她們根本就不應該出現，她們應該被禁止暴露在外的，她們怎能就這樣在男子面前、在清真寺內？ |

## 各地的伊斯蘭學校

### 鄂圖曼帝國伊斯蘭學校
「第一所鄂圖曼帝國伊斯蘭學校在1331年於伊茲密爾成立，大多數的伊斯蘭學校都跟隨遜尼派伊斯蘭教的傳統」、「當鄂圖曼帝國蘇丹建立了一所新的伊斯蘭學校後，他會廣邀伊斯蘭世界的學者，如穆拉德二世請了波斯的學者如阿拉丁、法赫爾丁等，以提升鄂圖曼帝國伊斯蘭學校的知名度」，這都顯示伊斯蘭世界在近代時期是緊密聯繫的，學者會周遊至其他伊斯蘭國度交流知識。如哈馬德所言，鄂圖曼帝國是透過全球化來進行現代化：「十八世紀走向西方化的漫長步伐反映那兩個世紀的改革是自主的」。伊納志克亦言，其他地方的學者來到鄂圖曼帝國分享他們的知識，鄂圖曼人亦到其他伊斯蘭地區學習，如埃及、波斯、突厥斯坦等，就像現代世界。近代時期的人們走到海外接受教育及分享交流，因此當時的世界遠較外表看起來有聯繫。此外，學校教育系統亦與當今相似，學生會出國到不同的國家學習。穆罕默德二世在清真寺的兩邊各建立了八所伊斯蘭學校，一半是專門學校，另一半是基礎學校。學校通常建在靠近清真寺顯示了伊斯蘭學校背後宗教的推動力，亦顯示了宗教與學習的關聯性。完成基礎學校教育的學生被稱為大石馬，鄂圖曼帝國亦有類似當今的教育系統，學校分為不同的階層，例如由基礎學校往上逐漸變得專門化，學生須完成了基礎學校的課程才可以接受進階教育。
雖然鄂圖曼帝國伊斯蘭學校的學科分門別類，如書法、口述、智力等，但這些學科的主要功能都是以心靈學習為中心，「學習所有知識及心靈學習的目的也是要了解神」。宗教在學術上的重要性不言而喻。即使是數學、邏輯等部分伊斯蘭學校的學科，都是以宗教為本的，教授數學也有著其宗教推動力，「鄂圖曼帝國伊斯蘭學校的阿訇對數學、邏輯持有敵意其實是徒然的，因那裡的人習以為常地糾正他們的思想，用以揭示神聖的真理」。伊納志克說道，即使是哲學也是要幫助學生鞏固伊斯蘭教教義，因此，鄂圖曼帝國伊斯蘭學校基本上是宗教中心的。一些學者如高夫曼等卻主張鄂圖曼帝國的社會具有高度包容性及多元化，但學校作為教學的中心卻倚重於宗教，以伊斯蘭教為本，並非宗教多元。同樣地在歐洲，「猶太學生透過在家中的祈禱學習希伯來文，他們就讀的猶太教會學校會教授律法」。威斯納-漢克斯提出，新教徒也想將「正確的宗教價值觀」教導給教徒。這顯示在近代時期，鄂圖曼人及歐洲人對於學校的營運及重心均有相似的意念。

#### 課程
如前所述，宗教主導了許多知識，「宗教學術才是真正的學問，其唯一的目的是認識神的旨意」。
伊納志克著作裡提到的課程包括：
- 伊斯蘭書法－如寫作的文體
- 語言－如阿拉伯語、語法等
- 思想－伊斯蘭邏輯學
- 科學－理論性的數學及卡蘭（Kalam）、實用性的伊斯蘭倫理及政治

#### 社會與伊斯蘭學校
與近代時期的一些國家，如意大利、西班牙一樣，鄂圖曼帝國的社會生活與伊斯蘭學校息息相關，伊斯蘭學校是清真寺建築群的一部分，諸如幫助窮人的施粥場也是在清真寺的架構下，反映當時社會生活與宗敎的關係，「伊斯蘭學校附於清真寺，清真寺主導著鄂圖曼帝國城市裡的社會生活」。宗教主導社會生活的情況不是鄂圖曼帝國穆斯林世界獨有的，當時歐洲的社會也有相似的情況，如作者高夫曼所言：「就像清真寺主導鄂圖曼人的社會生活一樣，教會及教堂同樣主導著基督徒及猶太人的社會生活」。伊斯蘭學校教授的課程左右著社會生活，以建立正統。總括而言，清真寺包含伊斯蘭學校表示出教育對宗教的關聯，意味著教育是在宗教的框架內，宗教創立一個普遍的宗教正統來建立社會生活。伊斯蘭學校是社會的一部分，學生前來學習社會價值及信念的原理。

### 南亞的伊斯蘭學校

#### 印度

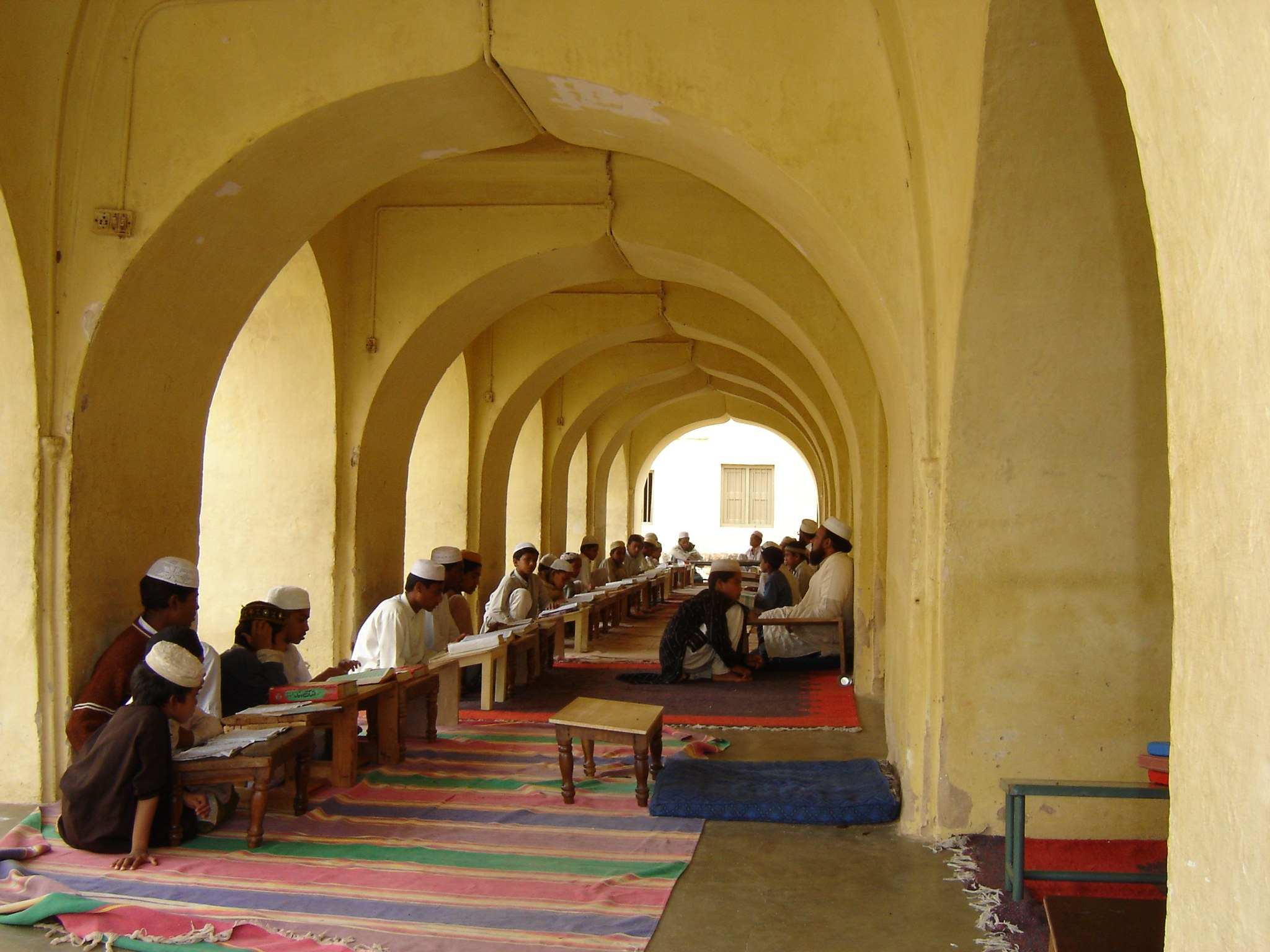
印度斯里蘭加帕塔那杰米亞瑪斯吉德清真寺的一所伊斯蘭學校，這所清真寺的歷史可追溯至十八世紀，蒂普蘇丹曾在此禮拜。

在印度，當今的伊斯蘭學校約有三萬所。大部分伊斯蘭學校都跟隨哈納斐派的思想。國內的伊斯蘭教派主要分為兩大派，一派是勢力最龐大的地歐班蒂斯派（他們的德奧班德神學院是世上最大的伊斯蘭學校之一），另一派是蘇菲派本位的巴勒費希派。德奧班德神學院（Darul Uloom Deoband）是亞洲最大、被許多人認為是最有名的伊斯蘭學校，位於斯里蘭加帕塔那（Saharanpur）。印度的人力資源發展部長近日宣佈即將成立中央伊斯蘭學校會議，以促進印度伊斯蘭學校的教育系統。伊斯蘭學校主要傳授古蘭經，但正在計劃將數學、電腦、科學等納入課程。

#### 巴基斯坦
據估計，巴基斯坦約有五萬所伊斯蘭學校，並且估計有一至兩百萬的伊斯蘭學校學生（在西北邊境省幾乎是普什圖人唯一的學校）。有報告指巴基斯坦約一成的伊斯蘭學校與伊斯蘭武裝分子有關連，使該國成為產生伊斯蘭極端主義者的溫床。2005年，美國和平研究所資助巴裔學者薩利姆·阿里（Saleem Ali）研究有關問題，他試圖透過比較鄉村及城市伊斯蘭學校來尋找答案（這研究已更新及集結成書），關於這次研究的早期稿件仍可在網上查閱。那次研究還輯錄了有關那些學校的網上影像。

### 美國的伊斯蘭學校
美國中東歷史學家丹尼爾·派普斯說美國有幾所私立伊斯蘭學校給學生開設含有極端主義內容的課程。他說許多伊斯蘭學校正在散佈極端主義理念，對學生灌輸不健康的觀念，讓學生以為他們生活中唯一重要的東西是自己的伊斯蘭身份。

## 誤用
在九一一襲擊事件後，西方國家認為伊斯蘭學校是宣揚激進信仰復興運動的地方，具有反美及極端主義的負面含義。「Madrasah」這詞語在字義上解作學校，與政治及宗教無關，也沒有激進或其他的意思。伊斯蘭學校具有多樣化的課程，不僅只是宗教。儘管早期的伊斯蘭學校的宗旨是「認識神」，這些學校也會教授數學、詩詞等，如奧斯曼帝國時期的「伊斯蘭學校還會教導寫作文體、文法、語法、詩詞、作文、自然科學、政治及禮儀」，正如西方世界的大學成為羅馬天主教會的機構一樣。
在九一一襲擊事件後，耶魯大學全球化研究中心調查美國報章報導有關巴基斯坦的新聞時存在的偏見，發現他們在使用伊斯蘭學校一詞時帶有強烈的政治意味：
|  | 當報導裡提到「伊斯蘭學校」時，讀者會被引導理解為所有伊斯蘭學校都是反美、反西方及恐怖份子聚集的地方，政治教化的作用大於開化文明。 |

多位美國的公眾知名人士在用到這詞語時亦帶有負面意義，如紐特·金里奇、唐納德·拉姆斯菲爾德及克林·鮑威爾。
紐約時報後來修正了以往認為是激進伊斯蘭學校的誤用，修正聲明提到：「一則報導……說巴拉克·奧巴馬在兒時就讀過印尼一所伊斯蘭學校。某些伊斯蘭學校教授激進的伊斯蘭思想，但大多數都不是這樣的」。

### 引用
1. ↑  Radhika Chopra, Patricia Jeffery, Helmut Reifeld. . SAGE. 2005: 160. ISBN 0761933492 （英语）.
2. ↑  . WordAnywhere.   [2009-07-02]. （原始内容存档于2007-09-27）.
3. 1 2 3 4 5 6 7 8 9 10 11 12 13 14 15 16 17  Halil İnalcık、Norman Itzkowitz、Colin Imber. . Weidenfeld & Nicolson. 1973年: 第165–178頁 （英语）.
4. ↑  David M. Goodblatt. . Brill Archive. 1975年: 第266頁. ISBN 9004041508 （英语）.
5. ↑  University of Santo Tomás. . 第58卷. University of Santo Tomás. 1985年: 第305頁 （英语）.
6. ↑  Lydia N. Yu-Jose. . Ateneo de Manila University Press. 2005年: 第140頁. ISBN 9719229683 （英语）.
7. ↑  Muslim World League. . 第10卷. Press and Publications Dept., Muslim World League. 1982年: 第50頁 （英语）.
8. ↑  Derrick M. Nault. . Universal-Publishers. 2008年: 第166頁. ISBN 1599424886 （英语）.
9. ↑  Jeffrey Sachs. . Penguin Press. 2008年: 第328頁. ISBN 1594201277 （英语）.
10. ↑  Cyril Glassé、Huston Smith. . Rowman Altamira. 2003年: 第345頁. ISBN 0759101906 （英语）.
11. ↑  David Cook. . Cambridge University Press. 2007年: 第168頁. ISBN 0521850401 （英语）.
12. ↑  Thomas Philipp、Ulrich Haarmann. . Cambridge University Press. 1998年: 第57頁. ISBN 0521591155 （英语）.
13. ↑  Ernst J. Grube、George Michell. . Morrow. 1978年: 第227頁 （英语）.
14. ↑  Andrew J. Coulson,  (PDF), Hoover Institution: 第117頁,   [2009-07-05], （原始内容 (PDF)存档于2011-08-17）
15. 1 2  M. S. Asimov, Clifford Edmund Bosworth, , Motilal Banarsidass: 第33-34頁, 1999年, ISBN 8120815963
16. ↑  M. S. Asimov, Clifford Edmund Bosworth, , Motilal Banarsidass: 第34-35頁, 1999年, ISBN 8120815963
17. ↑  Toby E. Huff. . Cambridge University Press. 2003年: 第77–78頁. ISBN 0521529948 （英语）.
18. ↑  M. S. Asimov. . Motilal Banarsidass. 1999年: 第37頁. ISBN 8120815963 （英语）.
19. 1 2 3 4 5  Syed Farid. . Current Sociology. 2006, 54: 第112–132頁. doi:10.1177/0011392106058837 （英语）.
20. ↑  John William Draper. . C.K. Paul. 1878年: 第154–155頁、第237頁. ISBN 1603030964 （英语）.
21. 1 2  Makdisi, George, , Journal of the American Oriental Society, 1989, 109 (2): 175–182 [175–77], doi:10.2307/604423
22. ↑  Guinness World Records Limited. . Guinness Publishing. 1998年: 第242頁. ISBN 085112044X （英语）.
23. ↑  John A. Makdisi. . North Carolina Law Review. 1999, 77 (5): 1635–1739 （英语）.
24. ↑  H. A. R. Gibb. . Ayer Publishing. 1970年: 第281–298頁. ISBN 0836915488 （英语）.
25. ↑  Doreen Ingrams. . Third World Centre. 1983年: 第22頁 （英语）.
26. ↑  The awakened: women in Iraq，第23頁
27. ↑  Anthony Nutting. . C.N. Potter. 1964年: 第196頁 （英语）.
28. ↑  James E. Lindsay. . Greenwood Publishing Group. 2005年: 第197頁. ISBN 0313322708 （英语）.
29. ↑  Daily Life in the Medieval Islamic World，第196、198頁
30. ↑  Daily Life in the Medieval Islamic World，第196頁
31. ↑  Daily Life in the Medieval Islamic World，第198頁
32. ↑  Shirine Hamadeh. . The Journal of Architectural Historians. 2004年, 63 (1): 32–51 （英语）.
33. 1 2  Wiesner-Hanks、E. Merry. . U of Cambridge. 2006年. ISBN 0521005213 （英语）.
34. 1 2  Daniel Goffman. . U of Cambridge. 2002年 （英语）.
35. ↑  Miranda Kennedy. . The Boston Globe. 2004-04-04  [12-07-2009]. （原始内容存档于2015-09-24） （英语）.
36. ↑  Farhat Tabassum. . Jamiat Ulama-i-Hind in association with Manak Publications. 2006年: 第42頁. ISBN 8178271478 （英语）.
37. 1 2  . Rediff India Abroad. 02-12-2006  [12-07-2009]. （原始内容存档于2020-12-06） （英语）.
38. ↑  Robert Wirsing. . M.E. Sharpe. 2003年: 第131頁. ISBN 0765610892 （英语）.
39. ↑  Robert T. McLean. . FrontPage Magazine. 12-05-2009  [12-07-2009] （英语）. [永久]
40. ↑  . United States Institute of Peace.   [2009-07-11]. （原始内容存档于2005-02-14） （英语）.
41. ↑  Saleem Ali. . Google Video. 2006-06-21  [12-05-2009]. （原始内容存档于2007-08-26） （英语）.
42. ↑  《围绕美国伊斯兰学校的争议》 （页面存档备份，存于），美國之音中文網，2010年7月13日。
43. 1 2  Susan Moeller. . YaleGlobal Online. 2006-06-21  [12-07-2009]. （原始内容存档于2009-05-05） （英语）.
44. ↑  Donald Rumsfeld. . USA Today. 2003-10-16  [12-07-2009]. （原始内容存档于2012-04-22） （英语）.
45. ↑  . The Tribune. 11-03-2004  [12-07-2009]. （原始内容存档于2017-05-04） （英语）.
46. ↑  Bill Carter. . The New York Times. 2007-01-24  [12-07-2009]. （原始内容存档于2020-11-27） （英语）.

## 外部連結
- Meaning of the word madrassah （页面存档备份，存于）
- My time in a madrassa[永久]
- Pakistani Madrassahs: A Balanced View
- Islam Way Online - Your Religion and Spirituality Portal （页面存档备份，存于）
- Lessons from God（页面存档备份，存于）
- Picture of an Ottoman Madrasah